# Пивоваров, Юрий Анатольевич
Ю‌рий Анато́льевич Пивова́ров (укр. Юрій Анатолійович Пивоваров; род. 6 июля 1962, Белая Церковь) — украинский дипломат. Чрезвычайный и Полномочный Посол Украины в Республике Сенегал (с 2021). Чрезвычайный и Полномочный Посланник первого класса (23 декабря 2022).

## Биография
Родился 6 июля 1962 года в городе Белая Церковь Киевской области. Работал на различных должностях в Министерстве иностранных дел Украины. Был Послом по особым поручениям МИД Украины, заместителем директора Департамента стран Ближнего Востока и Африки МИД Украины, заместителем директора пятого территориального департамента МИД Украины.
С 28 апреля 2021 года — Чрезвычайный и Полномочный Посол Украины в Республике Сенегал.
С 4 мая 2022 года — Чрезвычайный и Полномочный Посол Украины в Либерии по совместительству.
С 4 мая 2022 года — Чрезвычайный и Полномочный Посол Украины в Кот-д’Ивуаре по совместительству.
С 4 мая 2022 года — Чрезвычайный и Полномочный Посол Украины в Гвинейской Республике по совместительству.
С 21 февраля 2023 года — Чрезвычайный и Полномочный Посол Украины в Республике Гвинея-Бисау по совместительству.

## Семья
Отец — Пивоваров Анатолий Константинович (род. 23 июля 1939)
Дядя — Пивоваров Валерий Константинович (род. 17 ноября 1934) — украинский дипломат
Сын — Пивоваров Егор Юрьевич — украинский дипломат.